# Craugastor emcelae
Craugastor emcelae es una especie de anuros en la familia Craugastoridae.

## Distribución geográfica y hábitat
Es endémica de Panamá.

## Estado de conservación
Se encuentra amenazada por la pérdida de su hábitat natural y por la quitridiomicosis.